# Chuck Graemiger
Hanes, Charles « Chuck » Graemiger, né le 8 juillet 1937 à Manille, est un ingénieur et constructeur automobile suisse, originaire de St-Gall, établi à Rennaz, dans le canton de Vaud.
De retour des Philippines, il entreprend brièvement des études d'architecture à Lausanne avant de sortir diplômé du « College of Aeronautical and Automobile Engineering » de Londres.
Il commence sa carrière comme mécanicien et il effectue la saison complète en 1964 dans l’équipe de Carroll Shelby qui engageait ses premières AC Cobra. D'abord pilote (championnat suisse puis deux saisons en championnat d'Europe des Sport 2 litres en 1966-1967 sur Chevron B8), il décide de construire sa propre voiture en 1972-1973 dans les environs de Lausanne,,. 

## Endurance
La première Cheetah, la G501 à moteur Hart, dispute les épreuves internationales d’endurance en 1975 avec notamment à son bord le pilote tessinois Loris Kessel.
La G601 qui lui succède marque ses premiers points lors des 500 km de Dijon, en 1976, avec l’équipage François Trisconi-Daniel Brillat. C'est la première fois qu'une voiture suisse inscrit des points en championnat du monde d'endurance avant Peter Sauber.
Les modèles G501 et G601, dotés de motorisations diverses (BMW, Ford-Cosworth) participent aux 24 heures du Mans de 1976 à 1980, avec pour pilotes principaux Daniel Brillat, Sandro Plastina, Mario Luini et le skieur Philippe Roux en 1979.
A l'ère des groupe C, Chuck Graemiger conçoit la Cheetah G603 à moteur Cosworth DFL. Marc Surer en fait la mise au point sous les couleurs du pétrolier Gatoil, en 1983. Les vibrations excessives du moteur ne permettent pas de concrétiser les promesses entrevues.
En contact avec Aston Martin, Graemiger élabore la G604 propulsée par un V8 6,6 litres Aston Martin, dotée d'un châssis composite (premier prototype biplace à coque en fibre de carbone) ; elle connaît de nombreuses casses moteur. Aux 24 Heures du Mans 1985, une rupture d’arbre de roue met un terme à la course de John Cooper associé pour l'occasion à Bernard de Dryver et Claude Bourgoignie. Le sponsor principal, Gatoil se retire en fin de saison.
Chuck Graemiger devient ensuite consultant-ingénieur  aux côtés de Jean-Denis Delétraz en Formule 3000 (chez Michel Vaillant puis chez First Racing). En 1988, il officie en championnat du monde d’Endurance en tant que directeur technique du Swiss Team Salamin dès l'épreuve de Monza jusqu'à la fin de saison ; l’équipe termine septième.
Graemiger se lance alors dans la construction d'une nouvelle Groupe C, la Cheetah G605, avec la collaboration de l’aérodynamicien Robert Choulet. Cette voiture est engagée par Fred Stalder aux 24 Heures du Mans 1991 (abandon pour l’équipage Bernard Thuner-Pascal Fabre).

## Formule 1
Chuck Graemiger a également occupé le poste d'ingénieur chez Shadow Racing Cars en Formule 1.
En 1980, engagé à plein temps dès le Grand Prix automobile d'Afrique du Sud, il tente de remédier aux faiblesses de la DN11. Les jupes, les pontons, les géométries de suspension ainsi que la crémaillère de direction sont changés, le châssis rigidifié et de nouveaux ailerons testés.
À Zolder apparaît la nouvelle Shadow DN12 (qui conserve la suspension arrière de la DN11) conçue par Vic Morris et Chuck Graemiger ; la plus courte des monoplaces (l'empattement est réduit à 254 cm) a troqué sa robe noire habituelle contre le blanc de Theodore Racing, Teddy Yip rachetant l'écurie de son ami Don Nichols. Ni Geoff Lees sur la DN12, ni David Kennedy sur la DN11, ne parviennent à se qualifier, que ce soit en Belgique ou à Monaco et l'équipe n'achève pas la saison,.
Chuck Graemiger restaure des voitures anciennes dans un atelier à Aigle.